# Fototoxiciteit
Fototoxiciteit of fotoreactiviteit is een eigenschap van farmaceutische en chemische stoffen, waarbij onder invloed van licht, meestal zonlicht, een reactie optreedt die de huid aantast. Dit kan leiden tot huidirritatie (rode huid, jeuk, uitdroging, schilfering) of zelfs brandwonden. De reactie kan enige tijd na het contact optreden, wanneer de huid aan het licht wordt blootgesteld.
De reactie ontstaat door absorptie van licht, waarbij reactief zuurstof of vrije radicalen vrijkomen. Vooral ultraviolette stralen (UV-A) zijn hier de oorzaak van. Deze stralen zijn er ook als het bewolkt is en kunnen door vensterglas en dunne kleding heen dringen.

## Planten

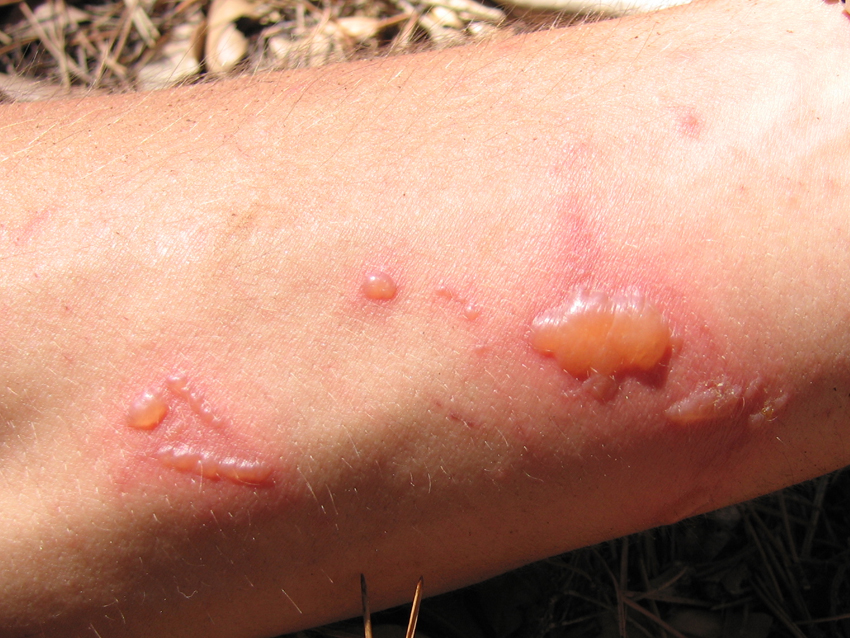
Effect van wijnruitsap op de huid bij warm weer

Verschillende plantensoorten bevatten fototoxische stoffen. Aantasting van de huid door zo'n stof wordt fytofotodermatitis genoemd.
Het bekendste voorbeeld is de reuzenberenklauw; het sap daarvan bevat furocoumarinen, die letsels kunnen veroorzaken die op tweedegraads brandwonden lijken.
Andere planten met fototoxische werking zijn:
- Boekweit (Fagopyrum esculentum)
- Duizendblad (Achillea millefolium)
- Duizendknoop (Persicaria)
- Fluweelboom (Rhus)
- Gewone berenklauw (Heracleum sphondylium)
- Grote engelwortel (Angelica archangelica)
- Pruikenboom (Cotinus coggygria)
- Sint-Janskruid (Hypericum perforatum)
- Vuurwerkplant (Dictamnus albus)
- Wijnruit (Ruta graveolens)
- Wisselbloem (Lantana camara)
- Wonderboom (Ricinus communis)

## Etherische olie
Etherische olie van de onderstaande planten bevat veel fototoxische stoffen:
- Bergamot Indien koudgeperst
- Bittere sinaasappel Indien koudgeperst
- Citroen Indien koudgeperst
- Engelwortel Alleen de wortelolie
- Grapefruit Indien koudgeperst
- Komijn
- Limoen Indien koudgeperst
- Wijnruit

Minder fototoxische stoffen worden aangetroffen in etherische olie van:
- Mandarijn Indien koudgeperst
- Peterselie Bladolie
- Tangerine Indien koudgeperst
- Zure sinaasappel

## Medicinaal
Vele dermatologische producten voor huidbehandeling, vooral die voor acne, werken fototoxisch. De werkzame stof wordt onder invloed van de UV-A- en UV-B stralen van het zonlicht chemisch veranderd.
Patiënten die regelmatig preparaten van Sint-Janskruid als antidepressivum innemen, hebben last van overgevoeligheid van licht op de huid, dat door het hypericine wordt veroorzaakt.
Het antibioticum tetracycline bewerkstelligt ook een fototoxische reactie.
Van individu tot individu is er een genetische variatie in de opname en metabolisering van een product en ook het huidtype heeft invloed op de mate van het ontwikkelen van een fototoxische reactie.

## Houtconserveringsmiddelen
Carbolineum en creosoot werden vroeger veel gebruikt voor het impregneren en behandelen van oppervlakten van hout en zijn zeer fototoxisch.